# Derek Taylor
Pour les articles homonymes, voir Taylor.
Derek Taylor, né le (7 mai 1932 à Liverpool, Royaume-Uni et mort le 8 septembre 1997 à Sudbury, Royaume-Uni) est un journaliste britannique, surtout connu pour avoir servi pendant de nombreuses années d'agent de presse aux Beatles.

## Biographie
Taylor est journaliste pour la presse locale de Liverpool ; il travaille pour le Liverpool Daily Post and Echo, le News Chronicle, le Sunday Dispatch, et le Sunday Daily Express ; il est aussi régulièrement critique dramatique pour le Northern Daily Express. 
En 1964, Taylor coécrit A Cellarful of Noise, autobiographie de Brian Epstein (manager des Beatles). Il devient assistant personnel d'Epstein et attaché de presse des Beatles. En 1965, il déménage à Los Angeles et monte sa propre entreprise de relations publiques, devenant manager de groupes comme Paul Revere, Harry Nilsson, The Byrds et The Beach Boys ; il est également le créateur et producteur du Festival international de musique pop de Monterey en 1967.
En 1968, Taylor retourne en Angleterre pour travailler en tant qu'attaché de presse d'Apple Corporation où il connait les espérances, les succès et les difficultés de l'entreprise.
Taylor est mentionné dans Give Peace a Chance avec Tommy Smothers, Timothy Leary, et Norman Mailer, qui participèrent à l'enregistrement.
En 1980, Taylor aide George Harrison pour son autobiographie I Me Mine. Au milieu des années 1990, il participe activement au projet Anthology, notamment pour le livre qui sera publié en 2000. 
Derek Taylor meurt d'un cancer le 8 septembre 1997.

## Publications
- 1973 : Dans l'ombre des Beatles, (RivagesRouge, 2018) As Time Goes By (Sphere Books)
- 1984 : Fifty Years Adrift (Genesis Publications) publié par George Harrison
- 1987 : It was Twenty Years Ago Today (Genesis Publications)

## Citation
- « Ils sont complètement antichrists. Je veux dire que moi aussi je suis antichrist, mais eux le sont tellement qu'ils me choquent. » (Saturday Evening Post, 8 août 1964)